# Mîhailivka, Ielaneț
Mîhailivka (în ucraineană Михайлівка) este un sat în comuna Iasnohorodka din raionul Ielaneț, regiunea Mîkolaiiv, Ucraina.

## Demografie
Componența lingvistică a localității Mîhailivka
     Ucraineană (88,99%)
     Rusă (11,01%)
Conform recensământului din 2001, majoritatea populației localității Mîhailivka era vorbitoare de ucraineană (88,99%), existând în minoritate și vorbitori de rusă (11,01%).